# Knynsbusch
Knynsbusch ist eine Ortslage in der bergischen Großstadt Solingen.

## Geographie
Knynsbusch liegt auf einer Anhöhe nördlich der Kotzerter Straße im Norden des Stadtteils Wald nahe der Stadtgrenze zu Haan. Die Kotzerter Straße, die von dem nordwestlich gelegenen Kotzert her verläuft, bildet in Höhe Knynsbusch durch ein sehr nah an der Straße gelegenes Wohnhaus eine Straßenengstelle. Südlich von Knynsbusch liegen das Klärwerk Gräfrath des Bergisch-Rheinischen Wasserverbands, außerdem Lindersberg und Buckert. Im Osten liegen der Zieleskotten und die Bausmühle. Nördlich befindet sich Holz, im Osten liegen Sonnen- und Widerschein.

## Etymologie
Der Name des Ortes leitet sich von dem Familiennamen Knyn ab, der Kaninchen bedeutet. Der Namensbestandteil -busch bezeichnet ein bewaldetes Gebiet oder ein Unterholz.

## Geschichte
Der Ort ist im Jahre 1715 in der Karte Topographia Ducatus Montani, Blatt Amt Solingen, von Erich Philipp Ploennies noch nicht verzeichnet. Er gehörte zur Honschaft Itter innerhalb des Amtes Solingen. Die Topographische Aufnahme der Rheinlande von 1824 verzeichnet den Ort als Kniensbusch und die Preußische Uraufnahme von 1844 ebenfalls als Kniensbusch. In der Topographischen Karte des Regierungsbezirks Düsseldorf von 1871 ist der Ort hingegen als Brunsbusch verzeichnet.
Nach Gründung der Mairien und späteren Bürgermeistereien Anfang des 19. Jahrhunderts gehörte Knynsbusch zur Bürgermeisterei Wald, dort lag er in der Flur II. (Holz). 1815/16 lebten zwölf, im Jahr 1830 13 Menschen im als Weiler bezeichneten Kninsbusch. 1832 war der Ort Teil der Ersten Dorfhonschaft innerhalb der Bürgermeisterei Wald. Der nach der Statistik und Topographie des Regierungsbezirks Düsseldorf als Hofstadt kategorisierte Ort besaß zu dieser Zeit drei Wohnhäuser und drei landwirtschaftliche Gebäude. Zu dieser Zeit lebten 14 Einwohner im Ort, davon drei katholischen und elf evangelischen Bekenntnisses. Die Gemeinde- und Gutbezirksstatistik der Rheinprovinz führt den Ort 1871 mit sechs Wohnhäusern und 31 Einwohnern auf. Im Gemeindelexikon für die Provinz Rheinland von 1888 werden für Kninsbusch zwei Wohnhäuser mit 13 Einwohnern angegeben. 1895 besitzt der Ortsteil zwei Wohnhäuser mit elf Einwohnern, 1905 werden zwei Wohnhäuser und zehn Einwohner angegeben.
Mit der Städtevereinigung zu Groß-Solingen im Jahre 1929 wurde Knynsbusch ein Ortsteil Solingens. Die Ortsbezeichnung findet sich bis heute im Solinger Stadtplan, auch wenn die zugehörigen Gebäude zur Kotzerter Straße nummeriert sind.